# Neuer Ascherbach
Der Neue Ascherbach entsteht im Zitzstaudengraben bei Puchheim in der Nähe des Entstehungsortes des Ascherbaches, mit dem er ursprünglich auch identisch war. Mittlerweile zieht dieser Graben jedoch zum Olchinger See, ab dort heißt das Gewässer Neuer Ascherbach. Weiter nordwärts durchfließt es den Ampersee und mündet in einen Altarm der Amper.